# Catherina Ruffing-Bernadotte
Catherina Ruffing Gräfin Bernadotte af (von) Wisborg (* 11. April 1977 in Scherzingen, Schweiz) ist eine deutsch-schwedische Landschaftsarchitektin. Sie war Organisatorin des Bundeswettbewerbs Unser Dorf soll schöner werden – Unser Dorf hat Zukunft.

## Leben
Sie ist das dritte von fünf Kindern aus der zweiten Ehe von Lennart mit Sonja Bernadotte (geb. Haunz) (aus seiner ersten Ehe hatte Lennart Bernadotte vier Kinder). Sie wuchs im elterlichen Schloss auf der Insel Mainau im Bodensee auf. Nach dem Abitur auf dem humanistischen Heinrich-Suso-Gymnasium in Konstanz im Jahr 1996 folgten Sprachaufenthalte in Schweden, Frankreich und Spanien.
1998 begann sie ihr Studium an der Fachhochschule Weihenstephan, das sie 2004 als Diplom-Ingenieurin im Fachbereich Landschaftsarchitektur (FH) abschloss. Von März bis August 2000 absolvierte sie ein Praktikum im Botanischen Garten Göteborg (Göteborgs botaniska trädgård). Von September 2000 bis Mai 2001 arbeitete sie bei Charles Funke Associates, einem Landschaftsarchitektur-Büro in Godalming, Surrey (Großbritannien), wo sie unter anderem an einem Showgarten der Chelsea Flower Show mitwirkte, der mit einer „Silver-Gilt“-Medaille ausgezeichnet wurde. Von Februar bis Mai 2005 war sie in den Royal Botanic Gardens Kew in London tätig.
In den Jahren 1998, 2001 und 2004 war sie mit der Vorbereitung, Durchführung und Nachbearbeitung des Bundeswettbewerbs „Unser Dorf soll schöner werden – Unser Dorf hat Zukunft“ der Deutschen Gartenbau-Gesellschaft beauftragt. Von November 2005 bis April 2006 besuchte sie auf einer Weltreise Gärten in Asien, Australien, Neuseeland und den USA.
Seit Mai 2006 ist sie mit ihrer eigenen Firma „CCB design Garten + Landschaft“ im Bereich Landschaftsarchitektur selbständig.
Am 3. April 2010 startete sie die Hortipedia, ein von Wikipedia inspiriertes Fachlexikon für den Garten.
Ruffing-Bernadotte ist verantwortlich für die Konzeption des „Paradies im Weltkulturerbe Völklinger Hütte“. Auf dem Kokerei-Gelände der 1994 in die Liste des UNESCO-Welterbes aufgenommenen Stahlhütte ist so ein Industriepark entstanden, der seit dem 20. Juni 2009 der Öffentlichkeit zugänglich ist.
Am 7. Juli 2007 heiratete sie den Diplom-Betriebswirt mit eigener Firma Romuald Ruffing aus dem Saarland in der Schlosskirche St. Marien auf der Mainau. Ruffing war 2004 auf die Mainau gekommen und stand zunächst an der Spitze des Marketings. 2005 organisierte Ruffing die Verlobung in einem Hubschrauber über einem aktiven Vulkan auf Hawaii. 2007 wurde er zum Controller ernannt.
Bettina Bernadotte, Geschäftsführerin der Mainau-Verwaltungsgesellschaft, hatte im August 2008 bekanntgegeben, dass zum 31. Dezember 2008 Ruffings Arbeitsvertrag als Finanzexperte auf der Blumeninsel Mainau endet. Catherina gab „unvereinbare fachliche Differenzen“ zwischen ihm und ihrer Schwester Bettina als Trennungsgrund an.
Das Ehepaar wohnt seit 2014 in Homburg (Saarland).

## Trivia
Catherina Ruffing-Bernadotte ist Vorstandsmitglied der Lennart-Bernadotte-Stiftung, Mitherausgeberin des Garten- und Reisemagazins Garten Tour von Labhard Medien sowie Mitglied der Fachjury auf der Garten- und Lifestylemesse Giardina in Karlsruhe und Hamburg. Ihre Sprachkenntnisse umfassen Deutsch, Englisch, Schwedisch, Spanisch und Französisch.